# عبدالله فرج
عبدالله فرج (انگلیسی: Abdullah Faraj؛ زادهٔ ۲۷ سپتامبر ۱۹۸۶) بازیکن فوتبال اهل امارات متحده عربی است.